# Perissomastix praxis
Perissomastix praxis är en fjärilsart som beskrevs av László Anthony Gozmány. Perissomastix praxis ingår i släktet Perissomastix och familjen äkta malar. Inga underarter finns listade i Catalogue of Life.